# Es Sénia
Es Senia (în arabă السانية) este o comună din provincia Oran, Algeria.
Populația comunei este de 97.500 locuitori (2009).